# Kacanovy
Kacanovy – gmina w Czechach, w powiecie Semily, w kraju libereckim. Według danych z dnia 1 stycznia 2013 liczyła 208 mieszkańców.